# Tshopo (rivière)
Pour les articles homonymes, voir Tshopo.
La Tshopo est une rivière, affluent de la rivière Lindi avec laquelle elle conflue à Kisangani. La rivière Lindi se jette dans le fleuve Congo en aval de Kisangani.
Il existe deux chutes intéressantes sur la rivière. L'une de 2 à 3 mètres et l'autre d'un saut plus impressionnant. .  
Le paysage aux abords des chutes est de toute beauté : chaos de rochers énormes, végétation tourmentée et puissante, vaste rivière, noire et jaune.   

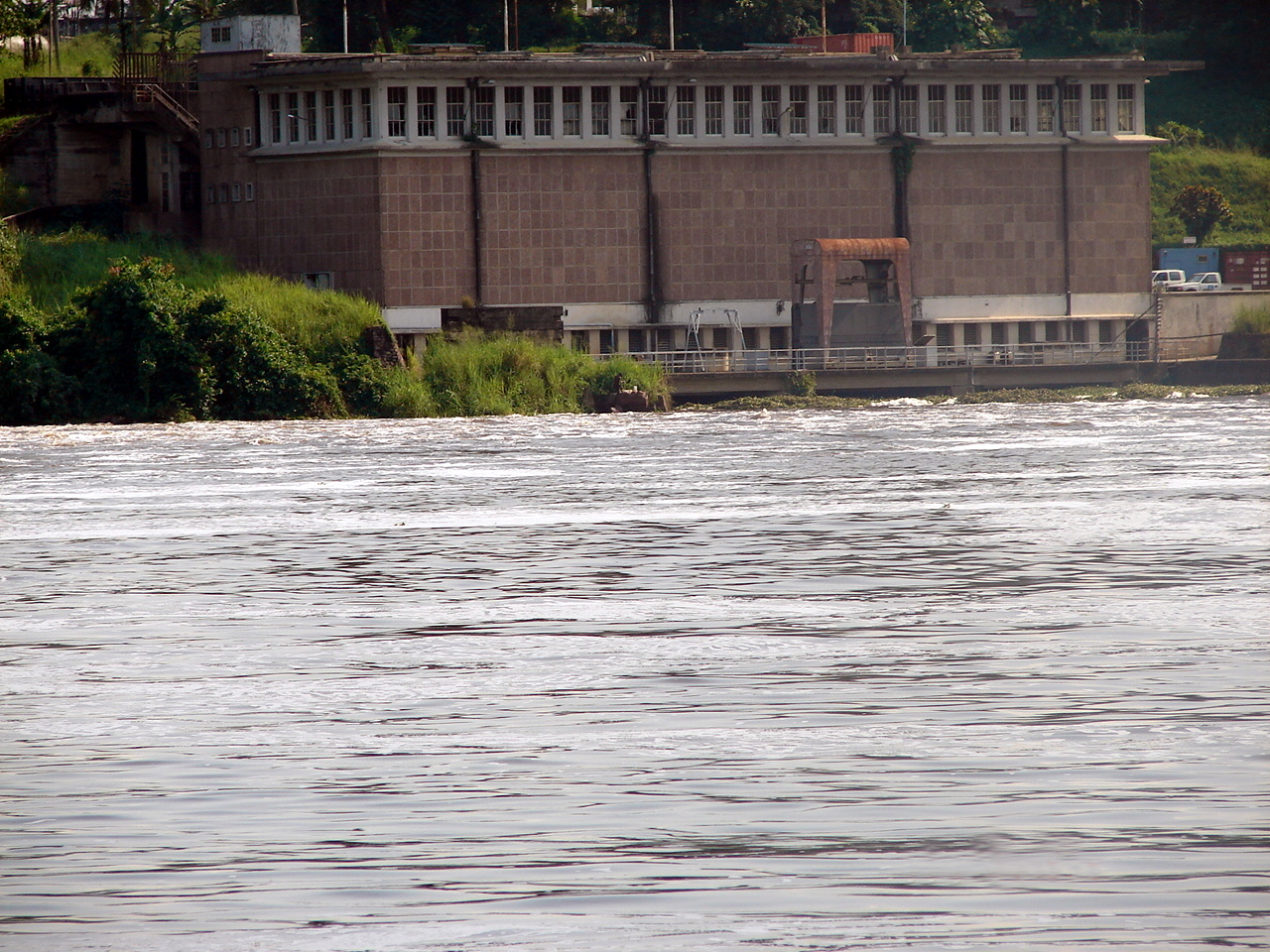
Centrale hydro-électrique de Kisangani au bord de la rivière Tshopo.

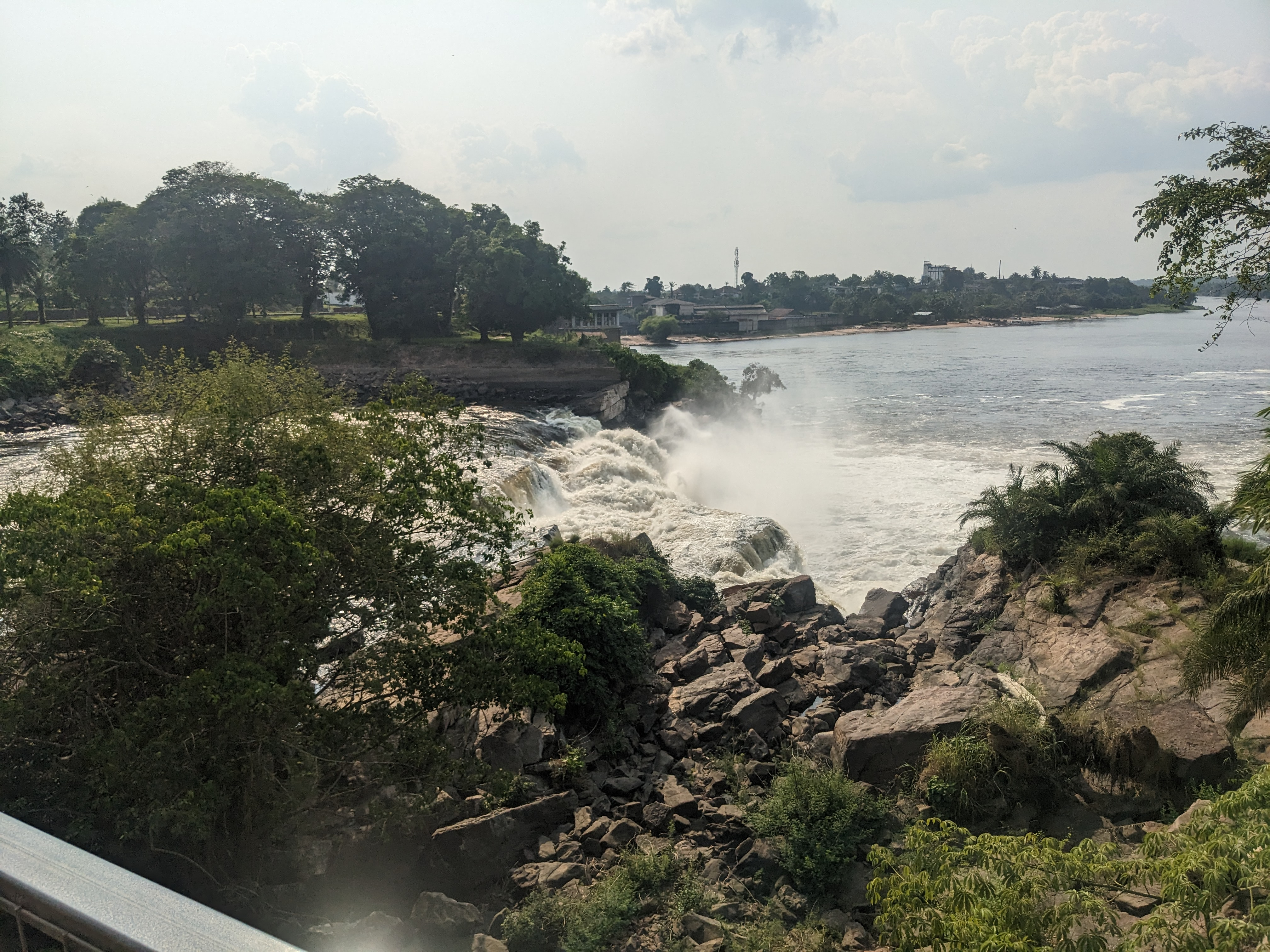
chute sur la Tshopo

. 